# Eduard Gans
Eduard Gans (22. marts 1798 i Berlin - 5. maj 1839 sammesteds) var en tysk retslærd.
Gans, der var Dr. jur. siden 1819, blev ved Hegels indflydelse i 1826 ekstraordinær professor i Berlin, uden først at have været privatdocent. I 1828 blev han ordentlig professor sammesteds. 
Som videnskabsmand var Gans inspireret af Thibaut og Hegel. Hans første skrift Ueber Römisches Obligationenrecht insbesondere über die Lehre von den Innominatcontracten und dem jus poenitendi (1819) betegner intet brud med den historiske skole, men blev nærmest tiet ihjel fra dennes side. 
Scholien zum Gajus (1821) åbner kampen med historikerne, hvis fører Savigny udtrådte af fakultetet, så længe Gans var medlem deraf, men i øvrigt ignorerede Gans’ angreb og kritik, som derimod besvaredes af Puchta og Hasse. 
I System des Römischen Civilrechts im Grundrisse nebst einer Abhandlung über Studium und System des Römischen Rechts (1827) kritiserede Ganz Savignys berømte besiddelsesteori; en bitter litterær strid opstod i anledning heraf; i sit sidste skrift Ueber die Grundlage des Besitzes. Eine Duplik (1839) optog Gans problemet på ny. 
En mægtig opgave, at skildre arverettens historie, stillede Gans sig i sit værk Das Erbrecht in weltgeschichtlicher Entwickelung. Eine Abhandlung der Universalrechtsgeschichte (I 1824, II 1825, III 1829, IV 1835), hvor den Hegelske indflydelse særlig er kendelig i de første bind; større værd har Gans’ Beiträge zur Revision der Preussischen Gesetzgebung (1830—32). 
Gans var en af hovedstifterne af "Jahrbücher für wissenschaftliche Kritik" (1826), han udgav Hegels Grundlinien der Philosophie des Rechts (1833) og Vorlesungen über die Philosophie der Geschichte (1837) og dokumenterede sine vidtspændende interesser i Vermischte Schriften, juristischen, historischen, staatswissenschaftlichen und ästhetischen Inhalts (I—II, 1834), tilegnet Varnhagen von Ense, og Rückblicke auf Personen und Zustände (1836). 
I Heines produktion — Die Bäder von Lucca for eksempel — omtales Gans oftere; han var jøde af fødsel, men lod sig døbe ligesom Börne og Heine. En livfuld skildring af Gans’ mærkelige personlighed og "oratoriske Fyrværkerier", der vakte A.M. Schweigaards afsky og harme, gives af Orla Lehmann i Efterladte Skrifter (I, København 1872, siderne 116—17).